# Ægir
 For alternative betydninger, se Ægir (flertydig). (Se også artikler, som begynder med Ægir)
Ægir (konge over havet) var i den nordiske mytologi en af tre jætter, som bor hos aserne. De to andre er Lue (der repræsenterer ild) og Kari (der repræsenterer luft)
Navnet Ægir knytter sig til ordet for vand, og han er personificeringen af havet. Hans kræfter kan bruges både til godt og ondt, men har hele tiden med vandet og havet at gøre. Floden Ejderen kaldtes også "Ægirs dør", og "Ægirs kæber" var de tidevandsbølger og virvelstrømme som opslugte skibe til havs. Hans kolleger er græske Poseidon og den romerske gud Neptun. Ægir bliver ofte præsenteret som en gammel mand med et hvidt skæg og klo-lignende fingre. Hvis man så ham på havets overflade, var det oftest et ildevarslende tegn. Han kommer for det meste op til overfladen med den hensigt at trække skibe og mænd med sig ned på havets bund og han var derfor naturligvis frygtet af sømænd.
Ægir besidder også et stort kar kaldet Ægor, skænket til ham af Thor og Tyr. I dette kar brygger han livets mjød af Balders blod. Mjøden er synonym med det livgivende hav. Livet begyndte i det salte hav, og efter Ragnarok vil en ny verden opstå igen fra havet.
Ægir (Hler) var i den nordiske mytologi en magtfuld jætte, og bror til Lue Ifølge den danske overlevering bor han på Læsø med jættekvinden Ran, som er en barsk kvinde, der forårsager storme og forlis.
Ifølge den islandske overlevering levede Ægir og Ran i prægtige guldbelagte sale under havet ved øen Hlésey/Hléssey/Lessö, måske Læsø eller et gammelt navn for den gudsforladte ø Jan Mayen, et navn fra før 1614.
Ægir er guderne venligt stemt og byder dem ofte til gilde. Det er ved et gilde hos Ægir at Loke i vrede fornærmer alle aserne (Lokes skænderi), så de til sidst mister tålmodigheden med ham og derefter griber ham og lænker ham i hulen, hvor han skal stå til Ragnarok.
Ægirs afkom siges at være bølgerne og hans ni døtre er vistnok de samme som de ni mødre til guden Hejmdal. Navnene på Ægirs ni døtre var Himinglæva, Dufa, Blodughadda, Hefring, Ud, Hrønn, Bølge, Drøfn og Kolga, men navnene er nok ment rent symbolsk og poetisk, de er alle forskellige ord for begrebet "bølge".
For vikingerne var havet vejen til handel, guld og land, måske derfor er Ægir knyttet til rigdom.
På Københavns Rådhus findes et kakkelmaleri i toppen af præsidenttrappen på 2. sal (magistratstrappen) der forestiller Ægir. Billedet er udført af Reistrup (Kæhler) men tegnet af Lorentz Frølich. Sidstnævnte vandt guldmedalje på den store udstilling i Chicago 1893 (i anledning af 400-års jubilæet for opdagelsen af Amerika) hvor efter, ved hjemkomsten, kakkelmaleriet blev placeret på sin faste plads på rådhuset. Billedet hedder: "Ægir siger farvel til sine døtre efter et gæstebud på Læsø" eller bare "Ægirs gæstebud". Med afsæt i billedet af Ægir bliver resten af trappens fine stukudsmykninger skabt (af rådhusets arkitekt Martin Nyrop): i trappen ser vi fire asketræer, (yggdrasil, livets træ) ved siden af fiskergarn der hænger til tørre. Øresund ligger stille i baggrunden. I loftet er himlen fyldt med måger der signalerer rigdom under havet: "her er noget at spise, her er liv". Det meget store vindue i trappen vendte oprindelig ud til Kalvebod Strand (hovedbaneområdet) og "pegede" på havet.
Det samlede billede er en sagnsforestilling om Københavns opståen hvor Ægir er den livgivende kraft, hvilket konkret udmøntede sig i sildeefiskeriet, der skabte handelspladsen og som i sidste ende gjorde byen interessant for Købmannahavns grundlægger Biskop Absalon.